# Unión para la Lucha por la Liberación de los Pueblos de Rusia
La Unión para la Lucha por la Liberación de los Pueblos de Rusia (en ruso: Союз Борьбы за Освобождение Народов России, Soyuz 'Bor'bi za Osvobozhdeniye Narodov Rossii, abreviado como СБОНР, SBONR) era una organización de rusos anticomunistas, independientemente de su origen étnico, que surgió de la organización juvenil del Comité para la Liberación de los Pueblos de Rusia. Contenía principalmente a participantes del Movimiento de Liberación Ruso (la llamada "segunda ola" de emigrados rusos) y sus simpatizantes, pero también incluía a varios emigrados blancos.
La SBONR tendió a basarse en los principios del Manifiesto de Praga, que la hacía parecer relativamente de izquierdas en comparación con las organizaciones de emigrados blancos, y trató de apoyar la causa de los distintos grupos étnicos de Rusia. Además del activismo político, la SBONR publicaba información sobre la historia del Ejército Ruso de Liberación.